# Liste des gouverneurs de l'Ohio
Le gouverneur de l'Ohio (en anglais : Governor of Ohio) est le chef de la branche exécutive de l'État américain de l'Ohio.

## Pouvoirs
Le gouverneur de l'Ohio détient le pouvoir exécutif de l'État de l'Ohio. Son mandat est de quatre ans, une personne est limitée à exercer deux mandats consécutifs. Il est commandant en chef des forces militaires de l'État fédéré. Il doit appliquer les lois de l’État, approuver ou opposer son veto aux projets de loi adoptés par l'Assemblée générale de l'Ohio, convoquer la législature et peut accorder des grâces, sauf en cas de trahison et de destitution.

## Histoire
De 1787 à 1803, le territoire du futur État fait partie du Territoire du Nord-Ouest créé le 13 juillet 1787 et qui est dirigé par un gouverneur nommé par le gouvernement américain. 
Tout au long de ses 15 ans d’histoire, le Territoire du Nord-Ouest n’a eu qu’un seul gouverneur, Arthur St. Clair. Il fut démis de ses fonctions par le président Thomas Jefferson le 22 novembre 1802 ; Charles Willing Byrd, en tant que secrétaire du territoire, assura l'intérim. Le 1er mars 1803, l'État de L'Ohio est créé et doté d'un gouverneur élu.

## Liste des gouverneurs
| Début du mandat  | Fin du mandat              | Gouverneur                | Parti                       | Notes                                                                      |
| ---------------- | -------------------------- | ------------------------- | --------------------------- | -------------------------------------------------------------------------- |
| 3 mars 1803      | 4 mars 1807                | Edward Tiffin             | Parti républicain-démocrate | Démissionne                                                                |
| 4 mars 1807      | 12 décembre 1808           | Thomas Kirker             | Parti républicain-démocrate |                                                                            |
| 12 décembre 1808 | 8 décembre 1810            | Samuel H. Huntington      | Parti républicain-démocrate |                                                                            |
| 8 décembre 1810  | 24 mars 1814               | Return Jonathan Meigs Jr. | Parti républicain-démocrate | Démissionne                                                                |
| 24 mars 1814     | 8 décembre 1814            | Othneil Looker            | Parti républicain-démocrate |                                                                            |
| 8 décembre 1814  | 14 décembre 1818           | Thomas Worthington        | Parti républicain-démocrate |                                                                            |
| 14 décembre 1818 | 4 janvier 1822             | Ethan Allen Brown         | Parti républicain-démocrate | Démissionne                                                                |
| 4 janvier 1822   | 28 décembre 1822           | Allen Trimble             | Parti républicain-démocrate |                                                                            |
| 28 décembre 1822 | 19 décembre 1826           | Jeremiah Morrow           | Parti républicain-démocrate |                                                                            |
| 19 décembre 1826 | 18 décembre 1830           | Allen Trimble             | Parti républicain-démocrate | 2e dministration                                                           |
| 18 décembre 1830 | 7 décembre 1832            | Duncan McArthur           | Parti national-républicain  |                                                                            |
| 7 décembre 1832  | 12 décembre 1836           | Robert Lucas              | Parti démocrate             |                                                                            |
| 12 décembre 1836 | 13 décembre 1838           | Joseph Vance              | Parti whig                  |                                                                            |
| 31 décembre 1838 | 16 décembre 1840           | Wilson Shannon            | Parti démocrate             |                                                                            |
| 16 décembre 1840 | 14 décembre 1842           | Thomas Corwin             | Parti whig                  |                                                                            |
| 14 décembre 1842 | 15 avril 1844              | Wilson Shannon            | Parti démocrate             | Seconde Administration ; démissionne                                       |
| 15 avril 1844    | 3 décembre 1844            | Thomas W. Bartley         | Parti démocrate             | Fils de Mordecai Bartley                                                   |
| 3 décembre 1844  | 12 décembre 1846           | Mordecai Bartley          | Parti whig                  | Père de Thomas Welles Bartley                                              |
| 12 décembre 1846 | 22 janvier 1849            | William Bebb              | Parti whig                  |                                                                            |
| 22 janvier 1849  | 12 décembre 1850           | Seabury Ford              | Parti whig                  |                                                                            |
| 12 décembre 1850 | 13 juillet 1853            | Reuben Wood               | Parti démocrate             | Démissionne                                                                |
| 13 juillet 1853  | 14 janvier 1856            | William Medill            | Parti démocrate             |                                                                            |
| 14 janvier 1856  | 9 janvier 1860             | Salmon Portland Chase     | Parti républicain           |                                                                            |
| 9 janvier 1860   | 13 janvier 1862            | William Dennison Jr.      | Parti républicain           |                                                                            |
| 4 janvier 1862   | 11 janvier 1864            | David Tod                 | Parti républicain           |                                                                            |
| 11 janvier 1864  | 29 août 1865               | John Brough               | Parti républicain           | Décédé au cours de son mandat                                              |
| 29 août 1865     | 8 janvier 1866             | Charles Anderson          | Parti républicain           |                                                                            |
| 8 janvier 1866   | 13 janvier 1868            | Jacob Dolson Cox          | Parti républicain           |                                                                            |
| 13 janvier 1868  | 8 janvier 1872             | Rutherford B. Hayes       | Parti républicain           |                                                                            |
| 8 janvier 1872   | 12 janvier 1874            | Edward Follansbee Noyes   | Parti républicain           |                                                                            |
| 12 janvier 1874  | 10 janvier 1876            | William Allen             | Parti démocrate             |                                                                            |
| 10 janvier 1876  | 2 mars 1877                | Rutherford B. Hayes       | Parti républicain           | Deuxième administration. Démissionne pour devenir président des États-Unis |
| 2 mars 1877      | 14 janvier 1878            | Thomas Lowry Young        | Parti républicain           |                                                                            |
| 14 janvier 1878  | 12 janvier 1880            | Richard M. Bishop         | Parti démocrate             |                                                                            |
| 12 janvier 1880  | 14 janvier 1884            | Charles Foster            | Parti républicain           |                                                                            |
| 14 janvier 1884  | 11 janvier 1886            | George Hoadly             | Parti démocrate             |                                                                            |
| 11 janvier 1886  | 13 janvier 1890            | Joseph B. Foraker         | Parti républicain           |                                                                            |
| 13 janvier 1890  | 11 janvier 1892            | James E. Campbell         | Parti démocrate             |                                                                            |
| 11 janvier 1892  | 13 janvier 1896            | William McKinley          | Parti républicain           |                                                                            |
| 13 janvier 1896  | 8 janvier 1900             | Asa S. Bushnell           | Parti républicain           |                                                                            |
| 8 janvier 1900   | 11 janvier 1904            | George Kilborn Nash       | Parti républicain           |                                                                            |
| 11 janvier 1904  | 8 janvier 1906             | Myron Timothy Herrick     | Parti républicain           |                                                                            |
| 8 janvier 1906   | 18 janvier 1906            | John M. Pattison          | Parti démocrate             |                                                                            |
| 18 janvier 1906  | 11 janvier 1909            | Andrew L. Harris          | Parti républicain           |                                                                            |
| 11 janvier 1909  | 13 janvier 1913            | Judson Harmon             | Parti démocrate             |                                                                            |
| 13 janvier 1913  | 11 janvier 1915            | James Middleton Cox       | Parti démocrate             |                                                                            |
| 11 janvier 1915  | 8 janvier 1917             | Frank B. Willis           | Parti républicain           |                                                                            |
| 8 janvier 1917   | 10 janvier 1921            | James Middleton Cox       | Parti démocrate             | 2d Administration                                                          |
| 10 janvier 1921  | 8 janvier 1923             | Harry L. Davis            | Parti républicain           |                                                                            |
| 8 janvier 1923   | 14 janvier 1929            | A. Victor Donahey         | Parti démocrate             |                                                                            |
| 14 janvier 1929  | 12 janvier 1931            | Myers Y. Cooper           | Parti républicain           |                                                                            |
| 12 janvier 1931  | 14 janvier 1935            | George White              | Parti démocrate             |                                                                            |
| 14 janvier 1935  | 9 janvier 1939             | Martin L. Davey           | Parti démocrate             |                                                                            |
| 9 janvier 1939   | 8 janvier 1945             | John William Bricker      | Parti républicain           |                                                                            |
| 8 janvier 1945   | 13 janvier 1947            | Frank J. Lausche          | Parti démocrate             |                                                                            |
| 13 janvier 1947  | 10 janvier 1949            | Thomas J. Herbert         | Parti républicain           |                                                                            |
| 10 janvier 1949  | 3 janvier 1957             | Frank J. Lausche          | Parti démocrate             | 2nd administration; Démissionne après son élection au Sénat fédéral        |
| 3 janvier 1957   | 14 janvier 1957            | John William Brown        | Parti républicain           |                                                                            |
| 14 janvier 1957  | 12 janvier 1959            | C. William O'Neill        | Parti républicain           |                                                                            |
| 12 janvier 1959  | 14 janvier 1963            | Michael V. DiSalle        | Parti démocrate             |                                                                            |
| 14 janvier 1963  | 11 janvier 1971            | James A. Rhodes           | Parti républicain           |                                                                            |
| 11 janvier 1971  | 13 janvier 1975            | John J. Gilligan          | Parti démocrate             | Père de Kathleen Sebelius                                                  |
| 13 janvier 1975  | 10 janvier 1983            | James A. Rhodes           | Parti républicain           | 2nd Administration                                                         |
| 10 janvier 1983  | 14 janvier 1991            | Richard F. Celeste        | Parti démocrate             |                                                                            |
| 14 janvier 1991  | 31 décembre 1998           | George V. Voinovich       | Parti républicain           | Démissionne après son élection au Sénat fédéral                            |
| 31 décembre 1998 | 11 janvier 1999            | Nancy Hollister           | Parti républicain           |                                                                            |
| 11 janvier 1999  | 8 janvier 2007             | Robert A. Taft II         | Parti républicain           |                                                                            |
| 8 janvier 2007   | 10 janvier 2011            | Ted Strickland            | Parti démocrate             |                                                                            |
| 10 janvier 2011  | 14 janvier 2019            | John Kasich               | Parti républicain           |                                                                            |
| 14 janvier 2019  | en cours                   | Mike DeWine               | Parti républicain           |                                                                            |
|                  | Nouveau gouverneur en 2026 |                           |                             |                                                                            |